# Boswell (Oklahoma)
Boswell – miasto w Stanach Zjednoczonych, w stanie Oklahoma, w hrabstwie Choctaw.